# Сада Вільямс
Сада Вільямс (англ. Sada Williams; нар. 1 грудня 1997) — барбадоська легкоатлетка, яка спеціалізується в бігу на короткі дистанції.

## Спортивні досягнення
Учасниця олімпійських змагань з бігу на 400 метрів (2021), в яких зупинилась на півфінальній стадії, при цьому встановивши національний рекорд (50,11).
Бронзова призерка чемпіонату світу у бігу на 400 метрів (2022).
Чемпіонка Ігор Співдружності у бігу на 400 метрів (2022).
Багаторазова чемпіонка та рекордсменка Барбадосу у спринтерських дисциплінах.

## Кар'єра
| Рік                                  | Змагання                             | Місце проведення                     | Місце                                | Дисципліна                           | Результат                            | Примітки                             |
| Представник Домініканська Республіка | Представник Домініканська Республіка | Представник Домініканська Республіка | Представник Домініканська Республіка | Представник Домініканська Республіка | Представник Домініканська Республіка | Представник Домініканська Республіка |
| ------------------------------------ | ------------------------------------ | ------------------------------------ | ------------------------------------ | ------------------------------------ | ------------------------------------ | ------------------------------------ |
| 2014                                 | Чемпіонат світу серед юніорів        | Юджин, США                           | 23 (пф.)                             | біг на 200 метрів                    | 24.37                                |                                      |
| 2014                                 | Юнацькі Олімпійські ігри             | Нанкін, Китай                        | 8                                    | біг на 400 метрів                    | 54.93                                |                                      |
| 2015                                 | Панамериканські ігри                 | Торонто, Канада                      | 7 (з.)                               | естафета 4×400 метрів                | 3:31.72                              |                                      |
| 2016                                 | Чемпіонат світу серед юніорів        | Бидгощ, Польща                       | DNF                                  | біг на 200 метрів                    | —                                    | [ 1 ]                                |
| 2017                                 | Чемпіонат світу                      | Лондон, Велика Британія              | 30 (з.)                              | біг на 200 метрів                    | 23.55                                |                                      |
| 2019                                 | Панамериканські ігри                 | Ліма, Перу                           | 6                                    | біг на 400 метрів                    | 52.25                                |                                      |
| 2019                                 | Чемпіонат світу                      | Доха, Катар                          | 10 (пф.)                             | біг на 400 метрів                    | 51.31                                | PB                                   |
| 2021                                 | Олімпійські ігри                     | Токіо, Японія                        | 9 (пф.)                              | біг на 400 метрів                    | 50.11                                | NR                                   |
| 2022                                 | Чемпіонат світу в приміщенні         | Белград, Сербія                      | 13 (з.)                              | біг на 400 метрів                    | 52.65                                |                                      |
| 2022                                 | Чемпіонат світу                      | Юджин, США                           | 3                                    | біг на 400 метрів                    | 49.75                                | NR                                   |